# Ferdinánd Károly osztrák főherceg
Habsburg-Tiroli Ferdinánd Károly főherceg (Innsbruck, 1628. május 17. – Kaltern, Tirol, 1662. december 30.), 1646-tól 1662-ig Tirol grófja.

## Élete
V. Lipót főherceg, tiroli gróf (Landesfürst) és Claudia de’ Medici hercegnő fia, a Habsburgok tiroli ágának tagja. 1646-ban nagykorú lett és átvette a kormányt anyjától, aki 1632-től 1646-ig kormányozta a tartományt. Testvérei:
- Mária Eleonóra, (1627–1629), gyermekként meghalt
- Izabella Klára (1629–1685), aki III. Károly mantovai herceghez (1629–1665) ment feleségül
- Zsigmond Ferenc (1630–1665), Tirol grófja
- Mária Leopoldina (1632–1649), férje III. Ferdinánd német-római császár, magyar és cseh király

Ferdinánd Károly, Tirol grófja abszolutisztikusan uralkodott, 1648 után nem hívott össze több tartományi gyűlést. Kancellárját, Wilhelm Bienert egy titkos per után 1651-ben törvénytelenül kivégeztette. 1655-ben Krisztina svéd királynő Innsbruckban, Ferdinánd Károly udvarában tért át a római katolikus vallásra.
1646. június 10-én vette feleségül Medici Annát, II. Cosimo de’ Medici toscanai nagyherceg leányát, akitől született a leánya, Claudia Felicitas főhercegnő, aki 1673-ban I. Lipót német-római császár és magyar király felesége lett. Fiúörököse nem lévén, a trónon öccse, Zsigmond Ferenc főherceg követte.